# Bruchmühlbach-Miesau (Verbandsgemeinde)
Bruchmühlbach-Miesau est une Verbandsgemeinde (collectivité territoriale) de l'arrondissement de Kaiserslautern dans la Rhénanie-Palatinat en Allemagne. Le siège de cette Verbandsgemeinde est dans la ville de Bruchmühlbach-Miesau.
La Verbandsgemeinde de Bruchmühlbach-Miesau consiste en cette liste d'Ortsgemeinden (municipalités locales):

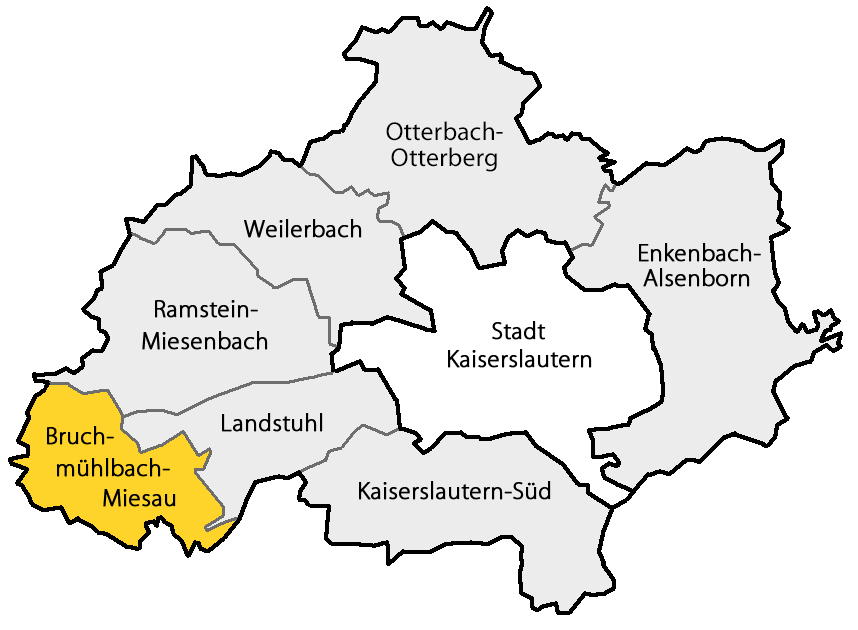
Localisation du Verbandsgemeinde de Bruchmühlbach-Miesau dans l'arrondissement de Kaiserslautern

1. Bruchmühlbach-Miesau
2. Gerhardsbrunn
3. Lambsborn
4. Langwieden
5. Martinshöhe